# Иманалиев, Каныбек Капашович
Каныбек Капашович Иманалиев (род. 11 мая 1969, с. Каинда, Кеминский район, Чуйская область) — киргизский политический деятель, министр образования и науки Кыргызстана с 1 марта по 7 сентября 2023 года.

## Биография
Имеет два высших образования, доктор политических наук (защитил диссертацию в 2010 в Дипломатической академии при МИД России).
В 1987—1989 годах проходил воинскую службу в рядах Вооружённых Сил СССР.
В 1993 году с отличием окончил отделение журналистики филологического факультета Киргизского государственного университета.
В 1998 году с отличием закончил Российскую академию государственной службы при Президенте Российской Федерации по специальности политология. В 2002 году защитил кандидатскую диссертацию в Москве (РАГС).
В 1996—1999 годах руководил пресс-службой президента Кыргызской Республики.
С 2000 по 2005 год был народным депутатом II созыва Жогорку Кенеша Кыргызской Республики.
В 2003 году был награждён золотой медалью «Древо Дружбы» Межпарламентской Ассамблеей СНГ.
В 2005 году был избран депутатом III созыва Жогорку Кенеша Кыргызской Республики.
С 2008 по 2010 год — проректор Кыргызско-российского славянского университета по международным связям.
В 2010 году был избран депутатом V созыва Жогорку Кенеша Кыргызской Республики. В 2015 году был избран депутатом VI созыва Жогорку Кенеша Кыргызской Республики.
В 2023 году был назначен исполняющим обязанности министра образования и науки Кыргызской Республики.
В сентябре того же года снят с должности за невыполнение трудовых обязательств.
Автор таких книг как «Кыргызы», «Кыргызстан (Слово о Родине)», «Шабдан Баатыр», «Тагай Бий» и т. д. Является автором ряда принятых законопроектов.
Женат, отец четверых детей.

## Награды
- Заслуженный работник государственной службы Кыргызской Республики (30 декабря 2019 года)[5]
- Орден «Содружество»
- Золотая медаль «Древо дружбы» (14 ноября 2003 года, Совет Межпарламентской Ассамблеи государств — участников Содружества Независимых Государств) — за выдающийся вклад в формирование информационного пространства Содружества Независимых Государств[6]
- Юбилейная медаль «МПА СНГ. 25 лет» (13 октября 2017 года, Межпарламентская ассамблея СНГ) — за заслуги в деле развития и укрепления парламентаризма, за вклад в развитие и совершенствование правовых основ функционирования Содружества Независимых Государств, укрепление международных связей и межпарламентского сотрудничества[7]